# 平信業
平 信業（たいら の のぶなり、保延4年（1138年） - 寿永元年8月30日（1182年9月29日））は、平安時代末期の貴族。兵衛尉・平信重の子。官位は五位・大膳大夫。後白河法皇の近臣。姉妹には坊門局（円恵法親王・定恵法親王の生母）及び平義範の妻がいる。

## 経歴
久寿2年（1155年）新帝・後白河天皇に寄せられた所衆並びに滝口の中にその名が見える。
後白河院政期に入り、保元3年（1159年）従五位下・右衛門尉に叙任される。仁安元年（1166年）従五位上に叙せられるが、その後以下の通り後白河院の近臣としての活動が見られる。
- 仁安2年（1167年）正月の女御家（平滋子）の侍始めに遠江守として出席[4]。
- 仁安2年（1167年）7月の後白河院の新造山科殿移従に関して、子息の平業忠の長門守任官の功を募って増進[5]。
- 承安4年（1174年）後白河院の厳島行幸に業忠とともに供奉[6]。

安元2年（1176年）異例の抜擢により大膳大夫に任ぜられる。その後、治承3年（1179年）治承三年の政変で平清盛により院政が停止されると信業は業忠とともに解官されるが、翌治承4年（1180年）3月の後白河院出京に際して大膳大夫として出向いており、これまでに信業は復任したとみられる。
寿永元年（1182年）7月14日出家し、同年8月31日卒去。享年45。後白河院は信業の死を嘆き、翌日に予定していた賀茂神社への参詣を取り止めたという。
後白河院の近臣として「法皇御第一者也」と評された（『山槐記』）

## 官歴
- 保元3年（1159年） 8月10日：従五位下、右衛門尉[9]
- 仁安元年（1166年） 11月14日：従五位上[9]
- 仁安2年（1167年） 正月27日：見遠江守[9]
- 安元2年（1176年） 正月30日：大膳大夫[10]
- 治承3年（1179年） 11月17日：解官[10]
- 治承4年（1180年） 3月18日：見大膳大夫[11]
- 寿永元年（1182年） 7月14日：出家[12]。8月31日：卒去[13]

## 系譜
- 父：平信重[14]
- 母：不詳
- 妻：不詳
  - 男子：平業忠（1160-1212）